# Дарфур

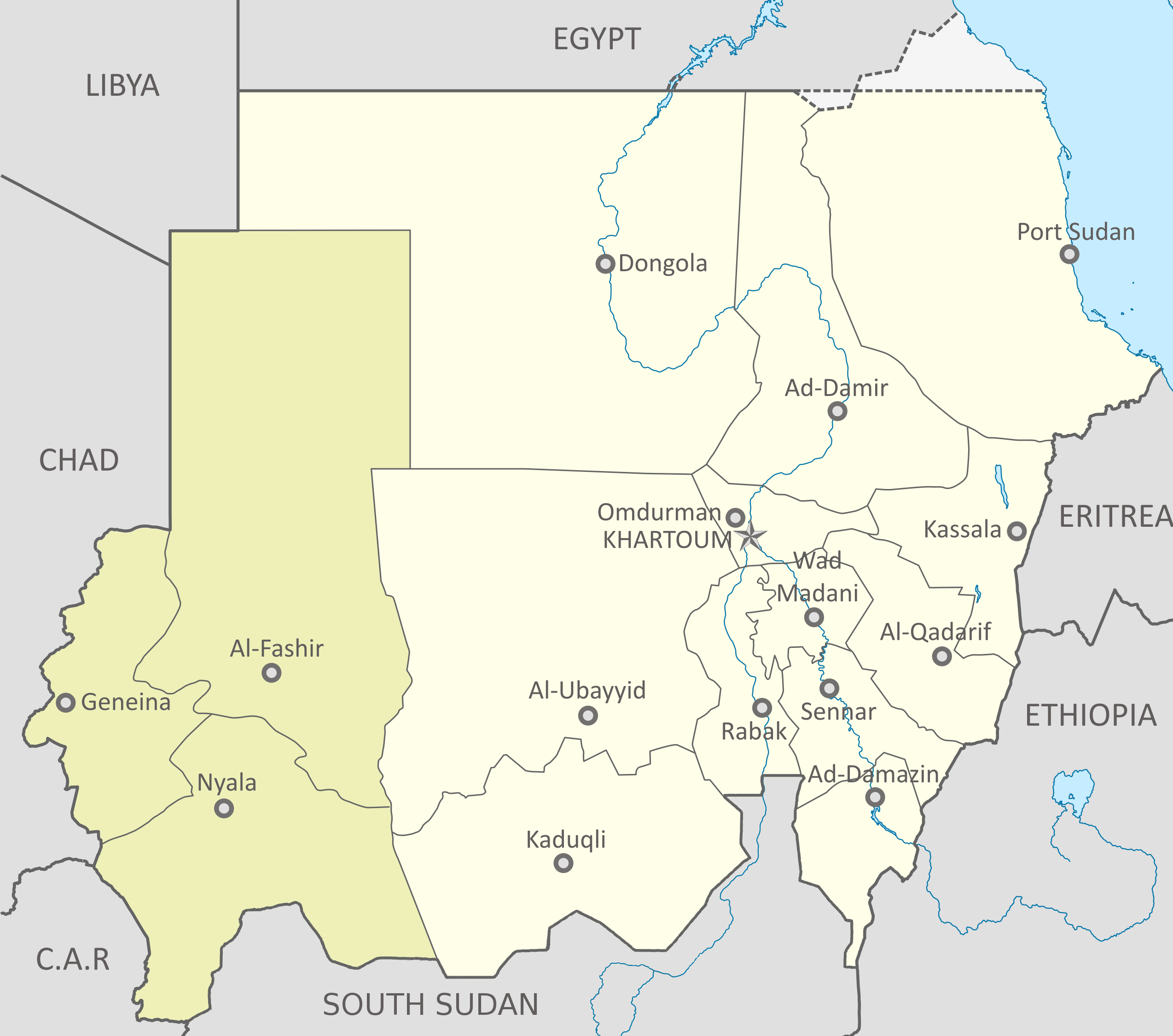
Дарфур (три штати) на мапі Судану

Прапор Фронту звільнення Дарфуру

13° пн. ш. 25° сх. д. / 13° пн. ш. 25° сх. д.
Дарфур (араб. دار فور — «земля народності фур») — регіон на заході Судану. Історично на цій території протягом кількох століть існував незалежний султанат, який увійшов до складу Судану в результаті завоювання англо-єгипетськими військами в 1916 році. Після входження до складу Судану регіон був поділений на три федеральних штати: Західний Дарфур, Південний Дарфур і Північний Дарфур, що регулюються Перехідним урядом Дарфуру. З 2003 року Дарфур є районом міжетнічного Дарфурського конфлікту, що вилився в озброєне протистояння між центральним урядом та неформальними проурядовими арабськими озброєними загонами «Джанджавід» з одного боку і повстанськими угрупуваннями місцевого негроїдного населення з іншого.

## Клімат
Дарфур охоплює площу близько 493 180 км². Це головним чином посушливе вулканічне плато Марра (Дарфур) — пасма вулканічних піків заввишки до 3042 метрів.
Існують чотири основних різновиди фізичної географії. Вся східна половина Дарфуру є рівнина з піщаними ґрунтами і низькі пагорби з пісковику, так звана гоз. У багатьох місцях гоз є безводною і використовується людиною, тільки де є водойми або глибокі свердловини. На північ від гоз простягається пустеля Сахара. Другою особливістю є ваді, що прямують на захід до озера Чад. Західний Дарфур формують гранітоїди, іноді покриті тонким шаром піщаного ґрунту. Ці терени занадто безплідні для сільського господарства, але рідкісні ліси використовуються кочівниками. Четверта і остання особливість є гори Марра, вулканічний масив, де є невелика ділянка помірного клімату, велика кількість опадів і постійні джерела води.
У дощовий сезон (з червня по вересень), волога перетворює велику частину регіону з пустелі в родючий ґрунт. Більшість населення Дарфура зайнята сільським господарством, так що дощі життєво важливі. У нормальні роки, урожай проса досягає листопаду. Його сухими стеблами може харчуватися худоба. На півночі, в пустелі, дощів може не бути по декілька років. На півдні щорічно в середньому випадає 700 мм опадів, так що багато дерев залишаються зеленими увесь рік.